# 13 Reasons Why (2.ª temporada)
A segunda temporada de 13 Reasons Why foi renovada pela Netflix em 7 de maio de 2017 e lançada em 18 de maio de 2018, juntamente com um segundo especial 13 Reasons Why: Beyond the Reasons.
A temporada começa cinco meses depois que Hannah Baker cometeu suicídio e onde a primeira temporada terminou. Hannah Baker ainda tem um papel importante nesta temporada através da cabeça de Clay, onde mergulha mais fundo no passado de Hannah. No entanto, Hannah não narra mais a série. As testemunhas no julgamento de Andrew e Olivia Baker contra a Liberty High School guiam a narrativa de cada episódio.

## Elenco e personagens

### Principal
- Dylan Minnette como Clay Jensen
- Katherine Langford como Hannah Baker
- Christian Navarro como Tony Padilla
- Alisha Boe como Jessica Davis
- Brandon Flynn como Justin Foley
- Justin Prentice como Bryce Walker
- Miles Heizer como Alex Standall
- Ross Butler como Zach Dempsey
- Devin Druid como Tyler Down
- Amy Hargreaves como Lainie Jensen
- Brian d'Arcy James como Andrew Baker
- Derek Luke como Kevin Porter
- Kate Walsh como Olivia Baker

### Recorrente
- Timothy Granaderos como Montgomery de la Cruz
- Michele Selene Ang como Courtney Crimsen
- Steven Silver como Marcus Cole
- Tommy Dorfman como Ryan Shaver
- Ajiona Alexus como Sheri Holland
- Anne Winters como Chloë Rice[6]
- Bryce Cass como Cyrus
- Chelsea Alden como Mackenzie
- Allison Miller como Sonya Struhl
- Wilson Cruz como Dennis Vasquez
- Samantha Logan como Nina Jones
- Kelli O'Hara como Jackie
- Ben Lawson como Rick
- Jake Weber como Barry Walker[7]
- Brenda Strong como Nora Walker[7]
- Meredith Monroe como Carolyn Standall[7]
- R.J. Brown como Caleb[7]
- Sosie Bacon como Skye Miller

## Episódios
| N.º na série | N.º na temp. | Título original (Título no Brasil)                              | Dirigido por         | Escrito por                       | Lançamento         |
| --- | ------------ | --------------------------------------------------------------- | -------------------- | --------------------------------- | ------------------ |
| 14 | 1            | "The First Polaroid" "(A Primeira Foto Polaroid)" (BR)          | Gregg Araki          | Brian Yorkey                      | 18 de maio de 2018 |
| Cinco meses após os eventos da primeira temporada, o julgamento de Hannah segue para o tribunal. Tyler é o primeiro a testemunhar no julgamento e faz isso com sinceridade. Skye e Clay estão namorando, mas Clay começa a ter alucinações de Hannah. O Sr. Porter confronta Bryce no banheiro por estuprar Hannah. Jessica retorna à escola, assim como Alex, que sobreviveu a sua tentativa de suicídio, mas perdeu muito de sua memória antes, incluindo o conteúdo das fitas de Hannah. Tony recebe a nota que Hannah deixou na noite em que ela morreu, e mais tarde é vista queimando-a. Clay encontra uma foto Polaroid em seu armário, com uma nota dizendo "Hannah não era a única". Testemunha: Tyler Down, durante o interrogatório do advogado da escola ele fala sobre tirar fotos de Hannah durante uma sessão de fotos e tentar fazer amizade com ela. |              |                                                                 |                      |                                   |                    |
| 15 | 2            | "Two Girls Kissing" "(Duas Garotas Se Beijam)" (BR)             | Gregg Araki          | Thomas Higgins                    | 18 de maio de 2018 |
| Courtney revela que ela é lésbica e teve sentimentos por Hannah durante seu depoimento. Um grupo de manifestantes se reúne na corte para exigir justiça para Hannah, mas Jessica e Alex estão ameaçados de não revelar nada de incriminatório quando testemunharem. Skye e Clay brigam por sua suspeita de que Clay ainda está apaixonado por Hannah, e Skye é hospitalizada logo depois de sair da casa de Clay. Enquanto isso, Tyler se torna amigo de um colega de classe chamado Cyrus. Testemunha: Courtney Crimsen, que fala sobre seus sentimentos por Hannah e seu beijo. |              |                                                                 |                      |                                   |                    |
| 16 | 3            | "The Drunk Slut" "(Vagabunda e Bêbada)" (BR)                    | Karen Moncrieff      | Marissa Jo Cerar                  | 18 de maio de 2018 |
| Clay, indo para casa em sua bicicleta, é atingido intencionalmente por um carro, ferindo-o ligeiramente. Ele visita Skye no hospital, mas ela termina com ele. Clay e Alex tentam encorajar Jessica a revelar informações sobre Bryce durante seu depoimento, mas ela falha depois de ver fotos incriminadoras dela presas ao quadro em uma sala de aula. Olivia pergunta a ela depois se ela era a garota na nona fita, mas Jessica não responde. Depois de descobrir que Jessica havia sido contatada por Justin, Clay o encontra sem-teto em Oakland com a ajuda de Tony. Sem outra opção, Clay deixa Justin ficar em seu quarto com ele. Os pais de Skye a levam para uma clínica psiquiátrica e dizem a Clay para não contatá-la. Tyler encontra o resto dos amigos de Cyrus enquanto Bryce é solicitado a testemunhar. Testemunha: Jessica Davis, que fala sobre a lista "gostosa ou não" e a amizade dela e de Hannah. |              |                                                                 |                      |                                   |                    |
| 17 | 4            | "The Second Polaroid" "(A Segunda Polaroid)" (BR)               | Karen Moncrieff      | Hayley Tyler                      | 18 de maio de 2018 |
| Marcus mente sobre o que aconteceu com Hannah na noite em que eles saíram no Dia dos Namorados durante seu depoimento (para proteger sua reputação) e brevemente menciona Bryce, irritando-o. Cyrus e Tyler ouvem as mentiras de Marcus e brincam com ele. Clay descobre que Justin está tomando heroína e ele e Sheri o ajudam no caminho para a sobriedade. Jessica mostra a nota ameaçadora que foi deixada antes de seu testemunho ao Sr. Porter. Alex continua frustrado por não conseguir se lembrar de nada e pede a Clay pelas fitas, que as envia para ele. Jessica e Alex falham na escola e compartilham um beijo. Clay também encontra uma segunda fotografia Polaroid em seu armário, que mostra Bryce fazendo sexo com uma garota inconsciente, ao lado de um bilhete dizendo "ele não vai parar". Testemunha: Marcus Cole, que mente sobre o que aconteceu com Hannah na noite em que saíram. |              |                                                                 |                      |                                   |                    |
| 18 | 5            | "The Chalk Machine" "(A Máquina de Giz)" (BR)                   | Eliza Hittman        | Nic Sheff                         | 18 de maio de 2018 |
| Tyler é confrontado pelo Sr. Porter, que suspeita que ele estava por trás das imagens de Jessica encontradas na sala de aula antes de seu depoimento, mas ele nega o envolvimento. Ryan testifica e fala sobre os poemas de Hannah, dizendo que eles foram escritos sobre Justin e que ela e Justin mantiveram contato mesmo depois de cair. Depois, Olivia convida Ryan para ajudá-la a decifrar os poemas de Hannah para mais pistas, mas Ryan logo sai depois que Olivia menciona as páginas que faltavam no diário de Hannah, que Ryan havia arrancado. Clay percebe que as fotos Polaroid foram tiradas na escola e tenta descobrir onde. Chlöe se encontra com os pais de Bryce e sua mãe percebe hematomas nela. Jessica participa de sua primeira sessão de terapia em grupo. O Sr. Porter encontra um tijolo jogado através da janela do seu carro, com uma nota ameaçadora anexada; Mais tarde, ele confronta a mãe de Justin e é preso depois de um incidente violento com o namorado dela. Testemunha: Ryan Shaver, que fala sobre os poemas que escreveu com Hannah e sobre quem ela escreveu. |              |                                                                 |                      |                                   |                    |
| 19 | 6            | "The Smile at the End of the Dock" "(O Sorriso nas Docas)" (BR) | Eliza Hittman        | Julia Bicknell                    | 18 de maio de 2018 |
| Zach testifica e revela que ele e Hannah tiveram um relacionamento romântico no verão antes de ela morrer, mas eles mantiveram isso em segredo. Após o depoimento, Clay reage com raiva e confronta Zach, ignorando suas desculpas, enquanto Bryce brinca com Zach sobre seu relacionamento, provocando uma pequena briga entre eles. Justin retorna à escola e fala com Jessica, mas ela pede para ele sair. Ele então desmaia depois de ver Bryce e, ao voltar para a casa de Clay, precisa se esconder quando alguém o interrompe, quando os pais de Clay descobrem que ele está hospedado lá, mas permitem que ele continue. Testemunha: Zach Dempsey, que fala sobre seu relacionamento com Hannah no verão anterior à sua morte. |              |                                                                 |                      |                                   |                    |
| 20 | 7            | "The Third Polaroid" "(A Terceira Polaroid)" (BR)               | Michael Morris       | Brian Yorkey                      | 18 de maio de 2018 |
| Durante o testemunho de Clay, ele é forçado a revelar que ele e Hannah usaram drogas em uma pequena festa e passaram a noite juntos, e Clay ignorou um comentário que Hannah fez na manhã seguinte sobre querer morrer. A festa de aniversário de Alex é descarrilada depois que vários argumentos surgem. Quando Clay deixa a festa de aniversário, ele encontra uma foto Polaroid em seu carro, com uma nota dizendo "The Clubhouse". Depois de ler os comentários postados on-line sobre seu depoimento, Clay envia anonimamente as fitas de Hannah para a Internet. Enquanto isso, Bryce é visto fazendo sexo com Chlöe sem obter o devido consentimento. Testemunha: Clay Jensen, que fala sobre sua amizade com Hannah. |              |                                                                 |                      |                                   |                    |
| 21 | 8            | "The Little Girl" "(A Garotinha)" (BR)                          | Michael Morris       | Felischa Marye                    | 18 de maio de 2018 |
| Após o lançamento das fitas, Bryce retorna à escola para encontrar seu armário vandalizado e sua "fita de confissão" Clay registrada sendo compartilhada entre os alunos. Depois que Marcus é chantageado, ele chama Bryce de estuprador durante um discurso em uma cerimônia, na frente de um grande grupo de pais e alunos, a fim de proteger sua própria reputação. Clay finalmente contata Skye novamente e se encontra com ela na clínica psiquiátrica, mas ela diz que está se mudando para outro estado. Testemunha: Andy e Olivia Baker, que falam sobre a vida de Hannah e o bullying no Colégio Liberty. |              |                                                                 |                      |                                   |                    |
| 22 | 9            | "The Missing Page" "(A Página Faltando)" (BR)                   | Kat Candler          | Rohit Kumar                       | 18 de maio de 2018 |
| Ao testemunhar, o Sr. Porter revela que desde a morte de Hannah ele passou a acreditar que Hannah foi estuprada por Bryce. Em seguida, ele se desculpa emocionalmente com a mãe de Hannah pelo papel que desempenhou em seu suicídio. Justin rouba dinheiro do namorado de sua mãe, e quando confrontado por sua mãe, deixa alguns sugerindo que ela saia também para escapar do relacionamento. Bryce confronta e ameaça Clay sob a suposição de que foi Clay quem chantageou Marcus em acusar publicamente Bryce de estupro. Mais tarde, Clay é violentamente espancado na escola por quatro estudantes mascarados. Ele é então abordado por Cyrus, que o convida para se juntar a ele e Tyler, vandalizando a escola naquela noite, mas quando o vê, vê um grupo de estudantes entrando em um galpão de armazenamento próximo ao campo de beisebol, que ele adivinha corretamente é a localização de O clube. Ele manda uma mensagem para Justin e eles se reencontram. Enquanto isso, Olivia contata uma garota, Sarah e sua mãe, e pede que não prestem depoimento. Testemunha: Pam Bradley, que fala sobre a atmosfera do Colégio Liberty, e Kevin Porter, que fala sobre o dia em que Hannah pediu ajuda. |              |                                                                 |                      |                                   |                    |
| 23 | 10           | "Smile, Bitches!" "(Sorriam, Babacas)" (BR)                     | Kat Candler          | Kirk Moore                        | 18 de maio de 2018 |
| Tony é solicitado a testemunhar, mas decide não revelar que Hannah deixou suas fitas porque ele lhe devia um favor depois que ela o ajudou a escapar da prisão. Durante o depoimento de Sarah, ela revela que Hannah fazia parte de um trio de garotas que a intimidaram em outra escola. Depois de uma discussão entre Tyler e Mackenzie, sua amizade com Cyrus se desfaz. Oferecendo maconha, Sheri tenta alguns alunos do sexo masculino a levá-la ao The Clubhouse, onde Bryce tira uma foto dela e de outros dois meninos em uma câmera Polaroid, colocando a fotografia em uma caixa cheia de muitos outros. Ela aprende o código para destrancar a porta e o compartilha com Clay e Justin. Durante um jogo de beisebol, Zach confronta Bryce, diz a ele que sabe que Hannah não estava mentindo e sai do jogo. Ele vai ao The Clubhouse para encontrar Clay e Justin lá, e entrega a Clay a caixa de fotos Polaroid tiradas no Clubhouse, confessando que foi ele quem deu a Clay as três primeiras fotografias. Clay revê as fotografias em casa com Justin e Sheri, e eles encontram um par de fotografias que mostram Bryce violando Chlöe. Clay também encontra uma foto de Hannah. Testemunha: Sarah, que fala sobre Hannah intimidar ela, e Tony Padilla, que fala sobre sua amizade com Hannah.                            |              |                                                                 |                      |                                   |                    |
| 24 | 11           | "Bryce and Chloe" "(Bryce e Chloe)" (BR)                        | Jessica Yu           | Marissa Jo Cerar & Thomas Higgins | 18 de maio de 2018 |
| Bryce testemunha e diz que ele e Hannah tiveram um relacionamento sexual casual, e que ela o acusou falsamente de estupro depois que ele deu um fim a isso. Quando Bryce retorna à escola, Justin se aproxima dele e uma briga irrompe, o que evolui para uma briga em massa. Jessica mostra para Chlöe as duas fotos de Bryce e ela no The Clubhouse, e Chlöe confessa que postou as fotos de Jessica na sala de aula antes de ela testemunhar. Olivia, sua equipe jurídica, e Jessica pedem a Chlöe para testemunhar, e ela concorda, mas no tribunal testemunha que se lembra de Bryce fazendo sexo com ela e se lembra do consentimento. A caixa de fotos Polaroid tiradas do The Clubhouse é roubada do carro de Clay, e Alex recebe um pacote contendo uma arma e uma carta ameaçadora. Mais tarde, a mãe de Bryce pergunta se ele estava dizendo a verdade em seu depoimento e, depois de ser pressionado, ele confessa ter estuprado Hannah. Através de uma série de flashbacks, é revelado que Bryce queria um relacionamento com Hannah e foi rejeitado. Clay se torna mentalmente atormentado por alucinações de Hannah, a ponto de ele pensar em matar Bryce e se matar. Testemunha: Bryce Walker, que mente sobre estuprar Hannah, e Chloe Rice, que fala sobre o Clubhouse, mas também mente sobre ser estuprada por Bryce. |              |                                                                 |                      |                                   |                    |
| 25 | 12           | "The Box of Polaroids" "(A Caixa de Polaroids)" (BR)            | Jessica Yu           | Hayley Tyler & Brian Yorkey       | 18 de maio de 2018 |
| Justin recebe uma ameaça de morte antes de ir testemunhar, mas ele fala de Bryce estuprando Jessica durante seu testemunho, no entanto. Depois que Alex percebe que Montgomery é responsável por intimidar as pessoas durante o julgamento, Alex, Clay, Justin, Tony, Zach e Scott confrontam Montgomery e ele admite ter roubado a caixa de fotos Polaroid. No entanto, depois de Montgomery leva Alex para um local deserto para recuperá-los, ele revela que ele estava mentindo e escapa. Como resultado, Jessica é encorajada por seus amigos a relatar seu caso de agressão sexual à polícia. Depois que o julgamento de Baker termina e o júri acha que o distrito escolar não é responsável pela morte de Hannah, tanto Bryce quanto Justin são presos fora do tribunal por seu envolvimento no estupro de Jessica. O Sr. Porter é demitido após uma análise de desempenho, e Tyler é colocado em um programa de diversão depois que um de seus posts na mídia social revela que foi ele quem vandalizou a escola. Testemunha: Justin Foley, que fala sobre seu relacionamento com Hannah e confessa que Bryce estuprou Jessica. |              |                                                                 |                      |                                   |                    |
| 26 | 13           | "Bye" "(Adeus)" (BR)                                            | Kyle Patrick Alvarez | Brian Yorkey                      | 18 de maio de 2018 |
| Um mês depois, após o julgamento por agressão sexual de Bryce por estuprar Jessica, Bryce é condenado, mas condenado a apenas três meses de liberdade condicional. Justin é condenado a seis meses de liberdade condicional e só pode ser libertado para um dos seus pais, nenhum dos quais pode ser encontrado. Isso leva a família de Clay a adotá-lo, o que Clay revela a Justin após um funeral de Hannah. Clay descobre que ele foi incluído em uma lista de onze "razões porque não", escreveu Hannah antes de sua morte. Tyler retorna à escola, mas é espancado e agredido sexualmente por Montgomery e dois de seus amigos. É revelado que Justin está secretamente injetando heroína, e que Nina possui a caixa de Polaroids, que ela queima. Na noite seguinte, em um baile da escola, Jessica e Justin compartilham um encontro íntimo, e Chlöe diz a Jessica que está grávida. Tyler chega ao planejamento de dança para orquestrar um tiroteio em massa, mas Clay aprende sobre seu plano e o confronta, incentivando-o a não fazê-lo. Ele desarma pacificamente Tyler antes de Tony chegar para levar Tyler para o seu carro. O episódio termina com sirenes dos carros da polícia se aproximando, com Clay segurando o rifle de assalto de Tyler na frente da escola.                                                     |              |                                                                 |                      |                                   |                    |

## Trilha sonora
A trilha sonora da temporada foi lançada em 18 de maio de 2018, pela Interscope Records.

### Lista de músicas
| 13 Reasons Why: Season 2 (A Netflix Original Series Soundtrack) |                                   |                                       |         |  |
| N.º                                                             | Título                            | Artista(s)                            | Duração |  |
| 1.                                                              | "Back to You"                     | Selena Gomez                          | 3:30    |  |
| 2.                                                              | "Lovely"                          | Billie Eilish e Khalid                | 3:21    |  |
| 3.                                                              | "Start Again"                     | OneRepublic featuring Logic           | 2:45    |  |
| 4.                                                              | "Falling Skies"                   | YUNGBLUD featuring Charlotte Lawrence | 3:22    |  |
| 5.                                                              | "The Night We Met"                | Lord Huron featuring Phoebe Bridgers  | 3:28    |  |
| 6.                                                              | "Tangled Up"                      | Parade of Lights                      | 3:32    |  |
| 7.                                                              | "Time"                            | Colouring                             | 3:24    |  |
| 8.                                                              | "My Kind of Love"                 | Leon Else                             | 3:29    |  |
| 9.                                                              | "Your Love"                       | HAERTS                                | 3:45    |  |
| 10.                                                             | "Love Vigilantes"                 | New Order                             | 4:21    |  |
| 11.                                                             | "The Killing Moon"                | Echo and the Bunnymen                 | 5:49    |  |
| 12.                                                             | "Promise Not to Fall"             | Human Touch                           | 3:28    |  |
| 13.                                                             | "Sanctify"                        | Years & Years                         | 3:12    |  |
| 14.                                                             | "Tin Pan Boy"                     | YUNGBLUD                              | 3:11    |  |
| 15.                                                             | "Souvenir"                        | OMD                                   | 3:37    |  |
| 16.                                                             | "Watch Me Bleed"                  | Tears For Fears                       | 4:17    |  |
| 17.                                                             | "Cities in Dust (Single Version)" | Siouxsie and the Banshees             | 4:06    |  |
| 18.                                                             | "Of Lacking Spectacle"            | Gus Dapperton                         | 3:24    |  |
| 19.                                                             | "Falling (In Dreams)"             | Telekinesis                           | 2:42    |  |
| 20.                                                             | "Strength"                        | The Alarm                             | 3:34    |  |

## Produção
Em 7 de maio de 2017, a Netflix renovou a série para uma segunda temporada. Em agosto de 2017 foi anunciado que Jake Weber, Meredith Monroe, R.J Brown, Anne Winters, Bryce Cass, Chelsea Alden, Allison Miller, Brandon Butler, Samantha Logan, Kelli O'Hara e Ben Lawson entraram no elenco recorrente.

### Filmagens
As filmagens para a segunda temporada começaram em 12 de junho de 2017, mas foi interrompida brevemente em outubro em resposta aos incêndios no norte da Califórnia acontecendo nas áreas onde a série estava sendo filmada. A produção da segunda temporada foi encerrada em dezembro de 2017.

## Recepção
A segunda temporada recebeu de críticas negativas a críticas mistas dos críticos, com muitos elogiando as performances (particularmente de Boe, Luke e Walsh), mas também criticando a má execução de seus tópicos, enredos; muitos declararam desnecessário.
O Rotten Tomatoes reporta uma classificação de aprovação de 25% com uma classificação média de 5,31/10, com base em 51 avaliações. O consenso crítico do site declara: "13 Reasons Why pode explorar melhor seus personagens criados com ternura; infelizmente, no processo, perde a noção do que tornou o programa tão emocionante em primeiro lugar."
No Metacritic, a temporada tem uma pontuação média de 49 em 100, com base em 16 críticos, indicando "críticas mistas ou médias".
Catherine Pearson, do DigitalSpy, escreveu uma crítica negativa, chamando a temporada de "ainda mais problemática" do que a primeira. Ela termina a resenha dizendo: "A depressão implacável parece encobrir a temporada, levemente levantada apenas para desmoronar quando o décimo terceiro episódio do programa, mais uma vez, proporciona uma cena profundamente perturbadora de sofrimento". Jordan Davidson, do The Mighty, escreveu que "se sentiu mal" depois de assistir ao episódio final da temporada.
Uma cena em que o personagem Tyler é atacado e agredido sexualmente durante o final também causou polêmica nos fãs e críticos da série, com alguns descrevendo-o como "desnecessário" e "traumatizante". O showrunner da série defendeu a cena, dizendo que ela foi incluída na tentativa de "[contar] histórias verdadeiras sobre coisas pelas quais os jovens passam da maneira mais intransigente possível".